# Xã Hillyard, Quận Macoupin, Illinois
Xã Hillyard (tiếng Anh: Hillyard Township) là một xã thuộc quận Macoupin, tiểu bang Illinois, Hoa Kỳ. Năm 2010, dân số của xã này là 686 người.